# Eden McCain
Eden McCain, vagyis Sarah Ellis egy kitalált szereplő a Hősök (Heroes) című televíziósorozatban, akit Nora Zehetner alakít.
|  | Alább a cselekmény részletei következnek! |

Először a Ne nézz vissza című részben tűnik fel, miközben megmenti Mohindert támadójától. Ettől fogva a genetikus barátja lesz, támogatva a férfi kutatások folytatásával és Chandra Suresh halálával kapcsolatos törekvéseit. Ám mindeközben Mr. Bennettel is együtt működik, segíti a különleges képességű emberek utáni nyomozást. Ő is rendelkezik különleges képességgel: a meggyőzés hatalmával, valamint megtanítja Isaacet, hogyan használja a drog nélkül erejét.